# 切爾沃內 (博爾赫拉德區)
46°25′1″N 29°14′0″E / 46.41694°N 29.23333°E
切爾沃內（羅馬化：Chervone）是位於烏克蘭西南部的村莊，由敖德萨州博爾赫拉德區的博羅季諾市鎮負責管轄。該村始建於1912年，面積0.68平方公里，海拔高度73米，2001年人口520，人口密度每平方公里764.71人。